# Burgmuseum Coppenbrügge

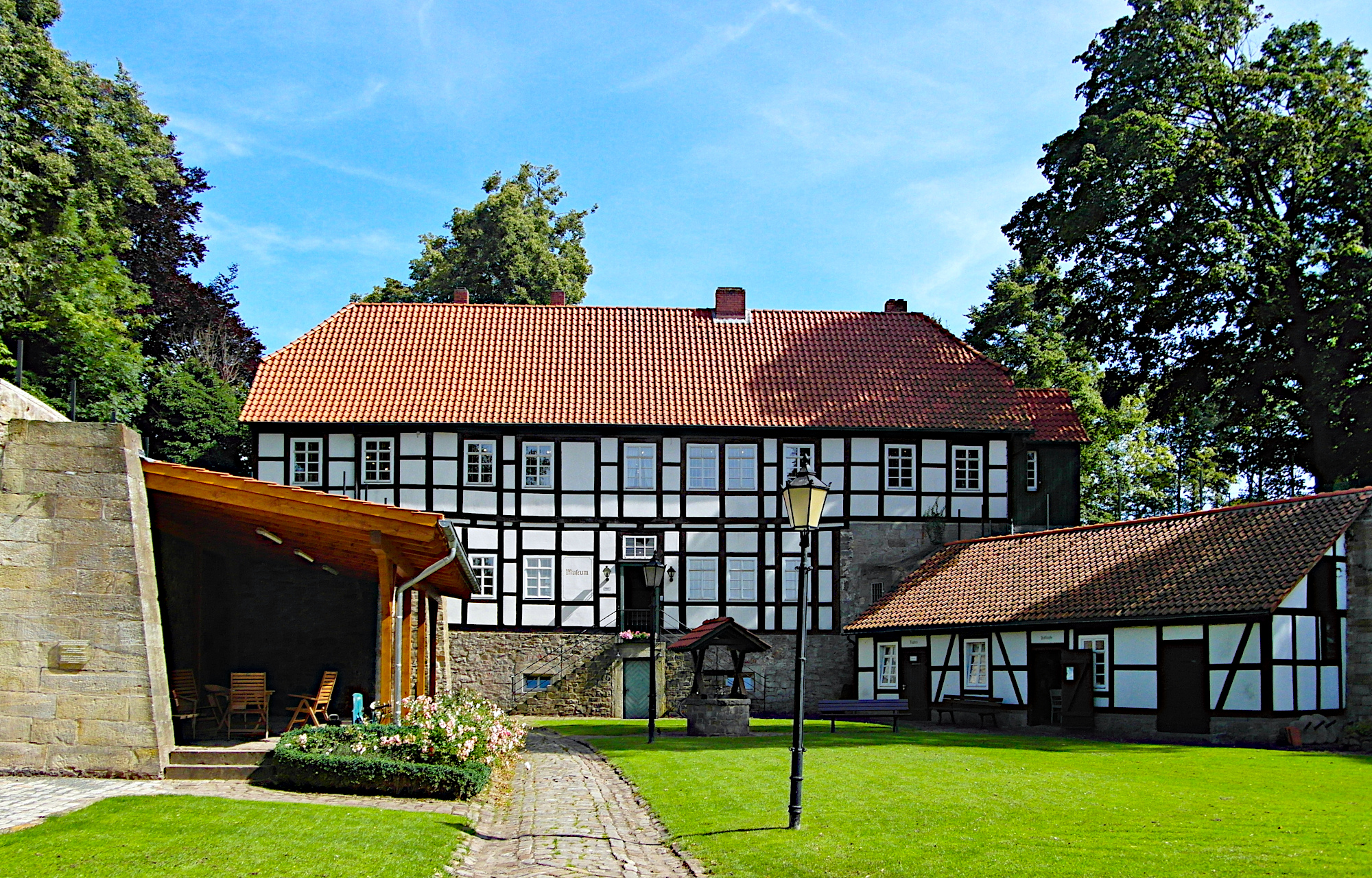
Burgmuseum Coppenbrügge

Das Burgmuseum Coppenbrügge ist ein Heimatmuseum im Flecken Coppenbrügge in Niedersachsen. Es ist im zentralen Fachwerkgebäude der nur als Ruine mit späteren Ergänzungsbauten erhaltenen Burg Coppenbrügge untergebracht. Betrieben wird es vom Verein Museum in der Burg Coppenbrügge e.V.
Die umfangreiche Dauerausstellung präsentiert Geschichte und Natur des Fleckens und der zugehörigen Dörfer sowie der Umgegend. Schwerpunkte sind etwa der politisch hoch bedeutsame Besuch Zar Peters des Großen 1697 in Coppenbrügge und die Grafschaft Spiegelberg sowie Wallfahrten zum Ith, unter anderem zur Spiegelberger Madonna.
Jedes Jahr präsentiert das Museum mehrere Sonderausstellungen zu wechselnden Themen.